# Kreuzer-Pelton House
La Casa Kreuzer-Pelton es una casa de piedra de campo con influencia holandesa en Staten Island en la ciudad de Nueva York. Erigida en 1722 como casa de campo de una sola habitación, fue ampliada en dos etapas: en 1770 y en 1836. Está designado como un hito de la ciudad de Nueva York. La casa fue construida por Joseph Rolph.

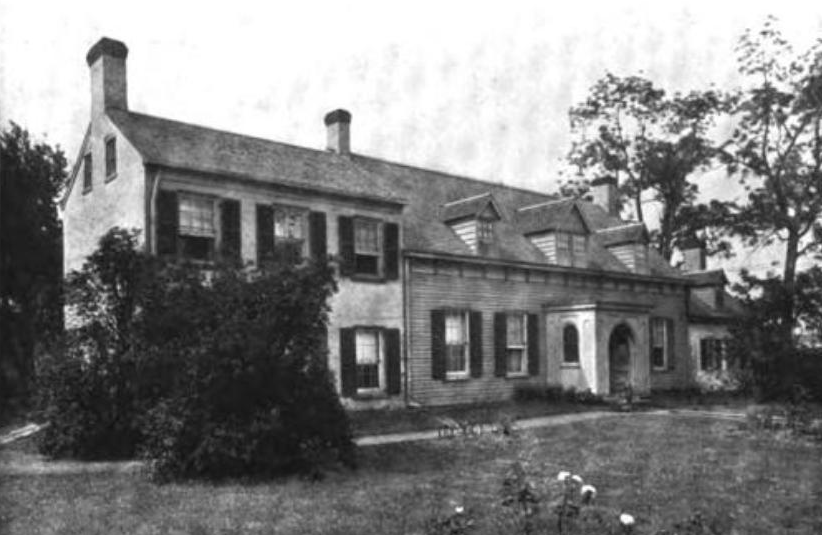
La casa Kreuzer-Pelton en 1914

Durante la Guerra de Independencia de los Estados Unidos, el comandante de la milicia Tory, Cortlandt Skinner, la utilizó ccomo su cuartel general. Guillermo IV del Reino Unido fue huésped de la casa.